# Giuliano Michelon
Giuliano Michelon (Ponzone, 18 marzo 1930) è un ciclista su strada italiano, professionista dal 1954 al 1959. L'affermazione più importante in carriera fu il Trofeo Matteotti 1954; inoltre ottenne alcuni importanti piazzamenti, quali il secondo posto al Giro del Piemonte 1957, il terzo alla Coppa Agostoni 1955 ed il quinto alla Tre Valli Varesine 1954.

## Palmarès
- 1950 (dilettanti)

Giro del Sestriere
Gran Coppa Vallestrona
- 1954 (Fiorelli, una vittoria)

Trofeo Matteotti
- 1955 (Atala-Pirelli, due vittorie)

3ª tappa Giro di Puglia e Lucania (Foggia > Barletta)
G.P. Campagnolo

## Piazzamenti

### Grandi Giri
- Vuelta a España

1956: 35º
1959: ritirato

### Classiche monumento
- Milano-Sanremo

1957: 74º
1958: 110º
- Parigi-Roubaix

1956: 60º
- Giro di Lombardia

1954: 19º
1955: 77º
1956: 48º
1958: 11º
1959: 92º